# Samborsko
Samborsko (prononciation : [samˈbɔrskɔ], en allemand : Zamborst) est un village polonais de la gmina de Jastrowie dans le powiat de Złotów de la voïvodie de Grande-Pologne dans le centre-ouest de la Pologne.
Il se situe à environ 5,5 kilomètres à l'ouest de Jastrowie (siège de la gmina), 23 kilomètres à l'ouest de Złotów (siège du powiat), et à 114 kilomètres au nord de Poznań (capitale de la Grande-Pologne).

## Histoire
De 1725 à 1945, Zamborst fait partie de l'arrondissement de Neustettin dans le district de Köslin au sein de la province de Poméranie.
De 1975 à 1998, le village faisait partie du territoire de la voïvodie de Piła.

Depuis 1999, Samborsko est situé dans la voïvodie de Grande-Pologne.